# Birkebeineren-Skistadion
Koordinaten: 61° 8′ 2,8″ N, 10° 30′ 22,9″ O
Das Birkebeineren-Skistadion ist ein Langlauf- und Biathlonstadion in der norwegischen Stadt Lillehammer.
Das Stadion befindet sich 3 Kilometer vom Stadtzentrum entfernt und liegt auf einer Höhe von 485 m. Es ist in zwei Bereiche unterteilt, einer für Langlauf und einer für Biathlon. Ersterer bietet Platz für 31.000 Zuschauer und Letzterer für 13.500 Zuschauer. Das Stadion wurde für die Olympischen Winterspiele 1994 gebaut und kostete 83,6 Millionen Norwegische Kronen. Nach den Spielen fanden hier auch Wettkämpfe der Winter-Paralympics 1994 statt. Danach ging das Stadion in den Besitz des städtischen Lillehammer Olympiapark über. Seither finden regelmäßig Weltcup-Wettkämpfe im Birkebeineren-Skistadion statt. Während den Olympischen Jugend-Winterspielen 2016 war die Sportstätte erneut Austragungsort für Wettkämpfe im Biathlon, Langlauf und der Nordischen Kombination.
Die Arena erstreckt sich über eine Fläche von 200 Hektar. Neben den beiden Zuschauerbereichen im Stadion selbst verfolgten bis zu 75.000 Menschen die Wettkämpfe während der Olympischen Spiele entlang der Strecke. Zu den dauerhaften Gebäuden gehören ein 214 Quadratmeter großes Finishing-Haus für Biathlon, ein 155 Quadratmeter großes Finishing-Haus für Langlauf sowie ein 355 Quadratmeter großer Technikraum. Das Langlaufstadion ist 20.000 Quadratmeter groß, während das Biathlonstadion 15.000 Quadratmeter misst und über 30 Schießstände verfügt.
Inzwischen ist das Stadion für die Öffentlichkeit zugänglich, die 5 Kilometer lange Flutlichtloipe kann jeden Tag bis 22 Uhr genutzt werden. Im Sommer können die Strecken zum Joggen, Spazieren und Rollskifahren genutzt werden.